# Centre-Val de Loire
Centre-Val de Loire (franskt uttal: [sɑ̃tʁə val də lwaʁ]) är en fransk region, belägen strax norr om centrala Frankrike. Regionhuvudort är Orléans. Centre-Val de Loire hade cirka 2,57 miljoner invånare (2019), på en yta av 39 151 km².

## Namn
Det tidigare namnet Centre kritiserades av många fransmän. Det valdes av det franska styret enbart utifrån dess geografiska läge, eftersom regionen innehåller för många historiska provinser för att endast ges ett namn. Trots namnet ligger regionen inte i mitten av Frankrike.
Regionen bytte namn till Centre-Val de Loire från och med 17 januari 2015, vilket skulle beskriva regionen bättre och dessutom uppfattas positivare då många associerar Loiredalen med de många slotten och de fina vinerna med mera.

## Historia
I regionen ligger följande före detta franska landskap:
- Orléanais
- Touraine
- Berry
- en del av Perche (resten av Perche ligger i regionerna Normandie och Pays de la Loire)

## Geografi
Regionen ligger runt Loiredalen, som karakteriseras av rika, bördiga dalar. Förutom Loire rinner bifloderna Cher, Indre, Eure med flera genom landskapet. Förutom Orléans ligger även städer som Tours, Bourges, Blois och Chartres i regionen.

## Administrativ indelning
Regionen delas in i sex departement.
| Nummer | Departement    | Huvudort    |
| ------ | -------------- | ----------- |
| 18     | Cher           | Bourges     |
| 28     | Eure-et-Loir   | Chartres    |
| 36     | Indre          | Châteauroux |
| 37     | Indre-et-Loire | Tours       |
| 41     | Loir-et-Cher   | Blois       |
| 45     | Loiret         | Orléans     |